# Günther Wille

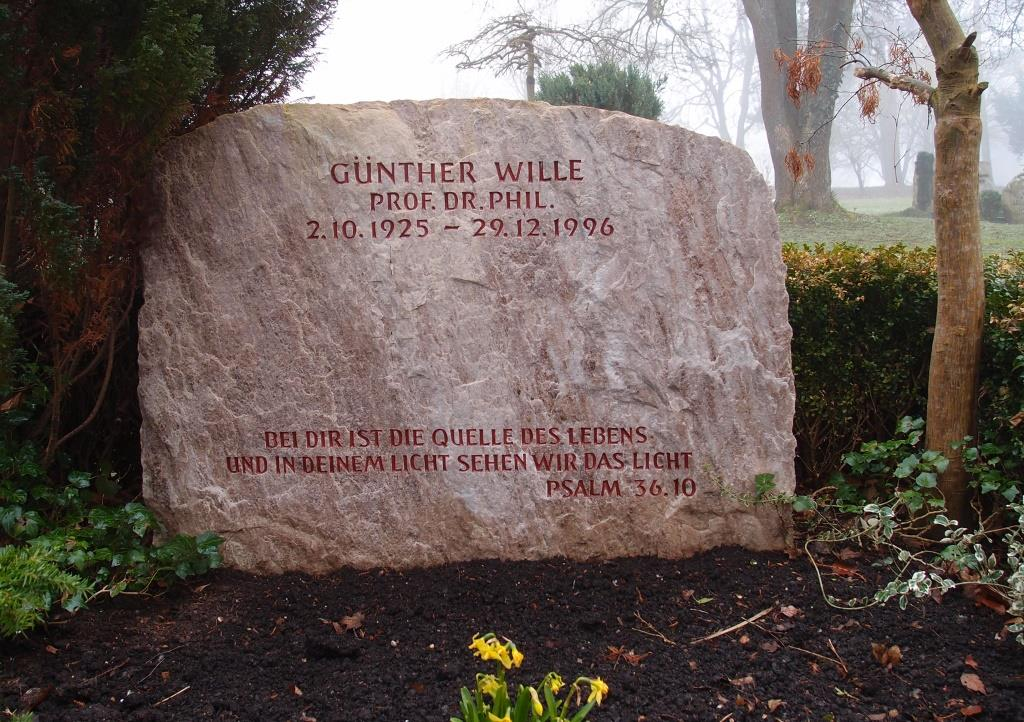
Grab von Günther Wille auf dem Bergfriedhof in Tübingen

Günther Wille (* 2. Oktober 1925 in Stuttgart; † 29. Dezember 1996 in Tübingen) war ein deutscher klassischer Philologe und Musikhistoriker. Seine Arbeitsgebiete waren die griechische und die römische Musik.

## Leben
Günther Wille studierte von 1946 bis 1951 Klassische Philologie, Geschichte, Philosophie und Pädagogik an der Eberhard Karls Universität Tübingen, der er bis zu seinem Lebensende treu blieb. 1953 wurde er bei Otto Weinreich mit der Dissertation Die Bedeutung der Musik im Leben der Römer promoviert. Seine Habilitation erreichte er 1959 mit der 1000-seitigen Schrift Akroasis: Der akustische Sinnesbereich in der griechischen Literatur bis zum Ende der klassischen Zeit. Anschließend arbeitete er als Universitätsdozent am Tübinger Seminar für Klassische Philologie, bis er 1965 als Nachfolger Hildebrecht Hommels zum ordentlichen Professor und Direktor des Seminars für Klassische Philologie berufen wurde. Seine Lehrumschreibung lautete „Klassische Philologie und Linguistik der klassischen Sprachen“. 1991 wurde er emeritiert.
Willes hauptsächliches Forschungsgebiet war die Musik der Griechen und Römer. Nach seinen umfangreichen Qualifikationsschriften legte er seine Forschungsergebnisse in zahlreichen Monografien und Aufsätzen vor, darunter die überarbeitete Fassung seiner Dissertation unter dem Titel Musica Romana: Die Bedeutung der Musik im Leben der Römer (Amsterdam 1967), Einführung in das römische Musikleben (Darmstadt 1977. Darmstadt 1988) und die postum erschienene Aufsatzsammlung Schriften zur Geschichte der antiken Musik (herausgegeben von Christine Walde). Außerdem beschäftigte sich Wille mit dem Aufbau der Geschichtswerke der römischen Historiker Livius und Tacitus, zu denen er grundlegende Monografien vorlegte (Der Aufbau des livianischen Geschichtswerks, Amsterdam 1973 und Der Aufbau der Werke des Tacitus, Amsterdam 1983).

## Schriften (Auswahl)
- Die Bedeutung der Musik im Leben der Römer. Tübingen 1953 (Dissertation)
- Akroasis. Der akustische Sinnesbereich in der griechischen Literatur bis zum Ende der klassischen Zeit. Tübingen 1959 (Habilitationsschrift). Neuausgabe in zwei Teilen, Tübingen 2001
- Musica Romana. Die Bedeutung der Musik im Leben der Römer. Amsterdam 1967 (überarbeitete Fassung der Dissertation)
- Der Aufbau des livianischen Geschichtswerks. Amsterdam 1973
- Einführung in das römische Musikleben. Darmstadt 1977. Nachdruck 1988
- Der Aufbau der Werke des Tacitus. Amsterdam 1983
- mit Joachim Draheim: Horaz-Vertonungen vom Mittelalter bis zur Gegenwart. Eine Anthologie. Amsterdam 1985
- Schriften zur Geschichte der antiken Musik. Mit einer Bibliographie zur antiken Musik 1957–1987. Frankfurt am Main u. a. 1997